# پروژه کتاب آبی

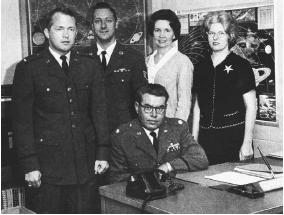
تصویری از پروژه کتاب آبی ۱۹۶۳. سرگرد هکتور کوینتانیلا فرمانده وقت در وسط نشسته است.

پروژه‌ی کتاب آبی (Project Blue Book) (۱۹۶۹–۱۹۵۲)، یکی از مجموعه پژوهش‌های سامانمند روی اشیای ناشناس پرنده بود که توسّط «نیروی هوایی ایالات متّحده‌ی آمریکا» انجام شد. این پروژه که از سال ۱۹۵۲ میلادی آغاز شد، دوّمین سلسله از بررسی‌های اینچنینی بود. «پروژه‌ی نشانه» (Project Sign) و «پروژه‌ی کینه» (Project Grudge) دو پروژه‌ی پیشین ازین دست بودند. در دسامبر ۱۹۶۹ میلادی، دستور پایان کار «پروژه‌ی کتاب آبی» داده‌ شد و تمامی فعّالیّت‌های این پروژه تا ژانویه‌ی ۱۹۷۰ میلادی متوقّف شدند.
«پروژه‌ی کتاب آبی» دو هدف و مأموریّت داشت: ۱- یافتن پاسخ برای این پرسش که آیا اشیای ناشناس پرنده (یوفوها) تهدیدی برای امنیّت ملّی هستند؟ و ۲- واکاوی علمی تمامی داده‌های مربوط به یوفوها.
«دکتر جی الن هاینک»، اخترفیزیکدان و یوفوشناس آمریکایی، از پژوهشگران و اعضای کلیدی این پروژه و دو پروژه‌ی پیشین بود.

## نتیجه‌های پژوهش‌ها
طیّ فعّالیّت‌های این پروژه، دوازده‌هزار و ششصد و هجده گزارش از رؤیّت یوفوها گردآوری و واکاوی شدند. مانند نتیجه‌های پژوهش‌های انجامیده توسّط «کارگروه کاندن» (Condon)، که در گزارش «کاندن» ارائه شد، «پروژه‌ی کتاب آبی» نیز به این نتیجه رسید که هیچ‌چیز غیرعادی در مورد یوفوها وجود ندارد. «نیروی هوایی ایالات متّحده» پس از تعطیلی پروژه چکیده‌ای از پژوهش‌هایش ارائه داد.
چکیده‌ی پژوهش‌های نیروی هوایی، چنین بودند:
1. هیچکدام از گزارش‌های مربوط به رؤیّت اشیای ناشناس پرنده‌ که تا آن زمان گزارش، بررسی و ارزیابی شدند، تهدیدی برای امنیّت ملّی (مشخّصاً برای ایالات متّحده) نبودند.
2. از میان گزارش‌های بررسی‌شده با طبقه‌بندی «ناشناخته»، هیچکدام از حیث فنّاوری و علمی، از دانش امروزی بشر فراتر نبودند.
3. در میان هیچکدام از گزارش‌های بررسی‌شده شواهدی مبنی بر وجود وسیله‌ی نقلیه‌ی فرازمینی موجود نبود.[۱]

«پروژه‌ی کتاب آبی» تا پایان فعّالیّتش، دوازده‌هزار و ششصد و هجده گزارش رؤیّت یوفو را جمع‌آوری کرد و به این نتیجه رسید که اکثر آنها شناسایی نادرست پدیده‌های طبیعی (ابرها، ستاره‌ها و…) یا هواپیماهای پیشرفته و سرّی بودند. به گفته‌ی «اداره‌ی ملّی شناسایی»، تعدادی ازین گزارش‌ها را می‌توان با پرواز هواپیماهای شناسایی سرّی یو-۲ و ای-۱۲ توضیح داد. تنها درصد کمی از گزارش‌های مربوط به رؤیّت یوفوها حتّا پس از واکاوی دقیق، بعنوان «توضیح‌ناپذیر» طبقه‌بندی شدند.
گزارش‌های مربوط به رؤیّت یوفوها، بایگانی شده و تحت «قانون آزادی اطّلاعات» در دسترس عموم‌اند؛ امّا نام و سایر اطّلاعات شخصی همه‌ی شاهدان، تغییر کرده‌اند.

## پروژه‌های پیشین

### پروژه‌ی نشانه (۱۹۴۷–۱۹۴۹)
بررسی‌های عمومی «نیروی هوایی ایالات متّحده» درباره‌ی یوفوها، برای نخستین‌بار تحت عنوان «پروژه‌ی نشانه» (Project Sign) در اواخر سال ۱۹۴۷ میلادی و پس از گزارش‌های متعدّد منتشره‌ی مربوط به رؤیّت یوفوها آغاز شد. «پروژه‌ی نشانه» بطور خاص به درخواست «ژنرال ناتان توئینینگ»، رئیس فرماندهی نیروی هوایی در «پایگاه نیروی هوایی رایت-پِتِرسون» در «اوهایو» آغاز شد. «پایگاه رایت-پِتِرسون» مرکز «پروژه‌ی نشانه» و تمام پژوهش‌های رسمی بعدی نیروی هوایی شد.
تلاش‌های این پروژه، رسماً در یافتن دلیل‌های علمی برای رؤیّت‌ها بی‌نتیجه ماندند. با این حال، طبق گفته‌ی کاپیتان نیروی هوایی ایالات متّحده، «ادوارد جی. روپلت» (نخستین مدیر «پروژه‌ی کتاب آبی»)، برآوردهای اوّلیّه‌ی «پروژه‌ی نشانه» که در اواخر تابستان ۱۹۴۸ میلادی نوشته شدند، به این نتیجه رسیدند که یوفوها وسیله‌های مصنوعی‌اند که نه توسّط روس‌ها و نه توسّط ایالات متّحده ساخته نشده‌اند؛ بلکه احتمالاً منشاء فرازمینی دارند. این برآورد اطّلاعاتی به «پنتاگون» ارسال شد؛ امّا متعاقباً به دستور «ژنرال هویت وندنبرگ»، رئیس ستاد نیروی هوایی ارتش آمریکا، با استناد به فقدان مدرک فیزیکی، نابود شد. «وندنبرگ» متعاقباً «پروژه‌ی نشانه» را در سال ۱۹۴۸ میلادی تعطیل کرد.

### پروژه‌ی کینه (۱۹۴۹–۱۹۵۱)
«پروژه‌ی نشانه»، در فوریه‌ی سال ۱۹۴۹ میلادی توسّط «پروژه‌ی کینه» (Project Grudge) جایگزین شد. «روپلت» از دوران «پروژه‌ی کینه»، بعنوان «عصر تاریک» پژوهش‌های اوّلیّه‌ی نیروی هوایی درباره‌ی یوفوها یاد کرد. «پروژه‌ی کینه» به این نتیجه رسید که همه‌ی گزارش‌های مربوط به رؤیّت یوفوها پدیده‌های طبیعی یا سایر تفسیرهای نادرست‌اند؛ اگرچه اظهار داشت که بیست و سه درصد از گزارش‌ها «توضیح‌ناپذیر» می‌باشند.
یکی از دانشمندانی که در هر سه پروژه‌ی «نشانه»، «کینه» و «کتاب آبی» مشارکت کرد، «دکتر جی الن هاینک»، اخترفیزیکدان و یوفوشناس آمریکایی بود.

## در فرهنگ و هنر
مجموعه‌ی تلویزیونی «پروژه‌ی کتاب آبی» (۲۰۱۹–) از روی واقعه‌ها و اتّفاق‌های مربوط به این پروژه ساخته شده‌ است.

## برای مطالعهٔ بیشتر
- Richard M. Dolan, UFOs and the National Security State: Chronology of a Cover-up 1941–1973, 2002, ISBN 1-57174-317-0